# Peacehaven
Peacehaven – miasto w Wielkiej Brytanii. w Anglii w hrabstwie East Sussex, położone na wschodzie hrabstwa nad kanałem La Manche w punkcie, gdzie południk zerowy przecina się z południową linią brzegową Anglii. Miasto liczy 13 268 mieszkańców.

## Położenie geograficzne
Miasto leży na wysokim i urwistym klifie, poniżej którego rozciąga się kamienista plaża. Klify, ciągnące się od Brighton do Newhaven objęte są strefą specjalnego zainteresowania naukowego. Południk zerowy zaznaczony jest trzyipółmetrowym obeliskiem, odsłoniętym w roku 1935; z powodu erozji klifu był on już trzykrotnie przesuwany.

## Historia
W mieście znajduje się tumulus z epoki brązu. Prowadzone w roku 2007 wykopaliska przyniosły odkrycie w postaci bogatych a nie zbadanych jeszcze do końca znalezisk z różnych epok, głównie neolitu. Jako osada Peacehaven istnieje dopiero od roku 1916, założona przez Charlesa Neville. Nazwę wybrano w drodze konkursu ogłoszonego przez założyciela.